# Lo más romántico de Pedro Fernández
Lo más romántico de Pedro Fernández es el nombre de un álbum recopilatorio del cantante y actor mexicano Pedro Fernández. Fue lanzado al mercado por PolyGram Latino el 21 de diciembre de 1999. El disco cuenta con varios de sus mejores éxitos. El único tema inédito de este disco es Laberintos de pasión, tema principal de la telenovela homónima.

## Lista de canciones
| Lo más romántico de Pedro Fernández |                               |                                                      |          |  |
| N.º                                 | Título                        | Escritor(es)                                         | Duración |  |
| 1.                                  | «Laberintos de pasión»        | Pedro Fernández                                      | 4:35     |  |
| 2.                                  | «Despacito»                   | José Alfredo Jiménez                                 | 3:16     |  |
| 3.                                  | «Quién»                       | Jaime Enciso                                         | 3:57     |  |
| 4.                                  | «Si tu supieras»              | Rodolfo Barreras                                     | 3:31     |  |
| 5.                                  | «Deseos y delirios»           | Lula Barbosa, Graciela Carballo                      | 4:44     |  |
| 6.                                  | «Amanecí entre tus brazos»    | José Alfredo Jiménez                                 | 3:20     |  |
| 7.                                  | «Tú»                          | Raúl Ornelas                                         | 4:03     |  |
| 8.                                  | «La mujer que amas»           | Bryan Adams, Michael Kamen, Robert John "Mutt" Lange | 4:56     |  |
| 9.                                  | «Tú eres para mi»             | Pedro Fernández                                      | 5:40     |  |
| 10.                                 | «Los hombres no deben llorar» | Pepe Ávila, Judi Palmeira, Mario Zan                 | 3:51     |  |
| 11.                                 | «Un mundo raro»               | José Alfredo Jiménez                                 | 3:16     |  |
| 12.                                 | «Enamorada»                   | Consuelo Velásquez                                   | 3:47     |  |
| 13.                                 | «Mi forma de sentir»          | Javier Martín del Campo                              | 4:05     |  |
| 14.                                 | «Si te vas»                   | Pedro Fernández                                      | 3:45     |  |
| 56:45                               |                               |                                                      |          |  |